# Миха Верлич
Миха Верлич (словен. Miha Verlič — Марибор, 21. август 1991) професионални је словеначки хокејаш на леду који игра на позицијама централног и левокрилног нападача.
Члан је сениорске репрезентације Словеније за коју је на међународној сцени дебитовао на ЗОИ 2014. у Сочију.